# Ремённая передача

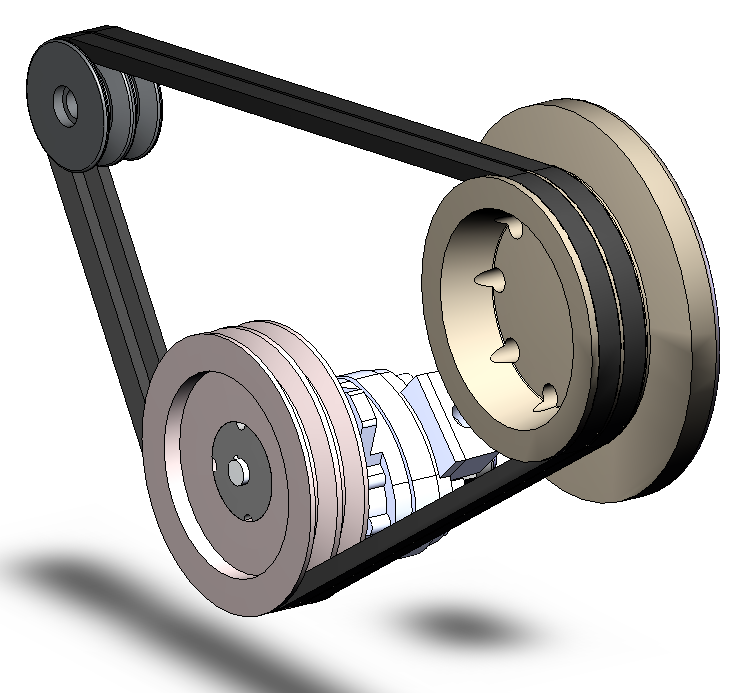
Передача с клиновыми ремнями

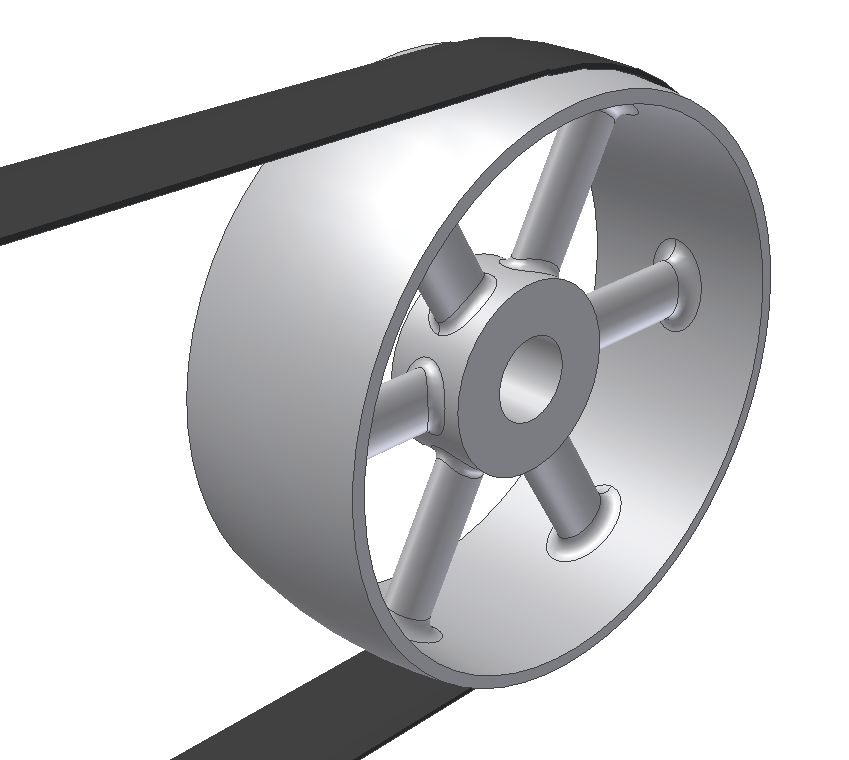
Плоский ремень на шкиве

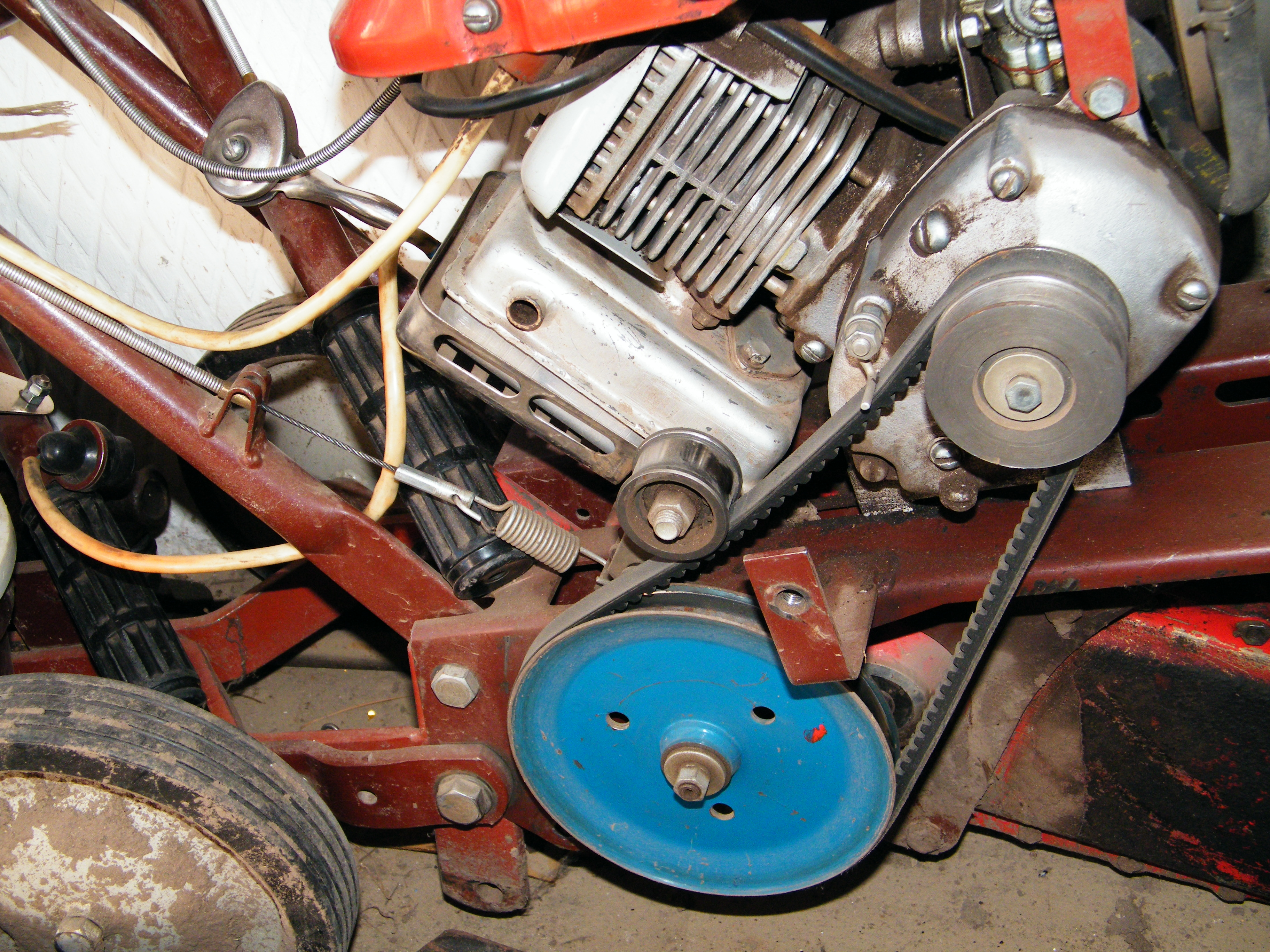
Зубчаторемённая передача мотокультиватора «Крот». Натяжной ролик исполняет функцию сцепления.

Ремённая переда́ча —  это передача механической энергии при помощи гибкого элемента — приводного ремня, за счёт сил трения или сил зацепления (зубчатые ремни). Может иметь как постоянное, так и переменное передаточное число (вариатор), валы которого могут быть с параллельными, пересекающимися и со скрещивающимися осями.
Состоит из ведущего и ведомого шкивов и ремня (одного или нескольких).

## Достоинства и недостатки

### Достоинства
- плавность работы;
- бесшумность;
- компенсация неточности установки шкивов редуктора, особенно по углу скрещивания между валами, вплоть до применения передачи между перемещаемыми валами;
- компенсация перегрузок (за счёт проскальзывания);
- сглаживание пульсаций как от двигателя (особенно ДВС), так и от нагрузки, поэтому упругая муфта в приводе может быть необязательна;
- отсутствие необходимости в смазке;
- низкая стоимость деталей (ремня и шкивов);
- лёгкий монтаж, невысокие требования к точности монтажа;
- возможность использования в качестве муфты сцепления (например, на мотоблоках)
- (для ремней) возможность получения регулируемого передаточного отношения (вариатор)

#### Достоинства в сравнении с цепной передачей
- возможность работы на высоких окружных скоростях;
- при обрыве ремня прочие элементы привода не повреждаются, и шкивы вращаются свободно (а при обрыве цепи она часто складывается, повреждая кожух и блокируя приводной вал)

#### Достоинства в сравнении сзубчатой передачей
- возможность передачи движения между валами, находящимися на значительном расстоянии друг от друга;

### Недостатки
- Большие размеры (для одинаковых условий нагружения диаметры шкивов должны быть почти в 5 раз больше, чем диаметры зубчатых колёс);
- малая несущая способность;
- малый срок службы (в пределах 1000—5000 часов);
- скольжение (не относится к зубчатым ремням), из-за чего непостоянство передаточного числа;
- повышенная нагрузка на валы и их опоры, что связано с необходимостью достаточно высокого предварительного натяжения ремня;
- наличие дополнительных элементов (всегда — для натяжения ремня и иногда — для гашения колебаний длинной ветви и удержания ремня на шкивах)

Зубчатые ремни включают в себя достоинства как ремённых передач (бесшумность, простота конструкции и обслуживания), так и цепных передач (постоянство передаточного отношения, большая нагрузочная способность по сравнению с «обычными» ременными передачами).

## Классификация
- По способу передачи механической энергии:
  - трением;Различные способы установки пассика: открытый, перекрёстный, полуперекрёстныйзацеплением.
- По виду ремней:
  - плоские ремни (1);
  - клиновые ремни (2);

Различные способы установки пассика: открытый, перекрёстный, полуперекрёстный

  - поликлиновые ремни (многоручьевые) (4);
  - зубчатые ремни;
  - ремни круглого сечения (Пассик) (3).
- По применению ремней:
  - вариаторные;
  - тяговые;
  - транспортировочные (конвейерная лента);

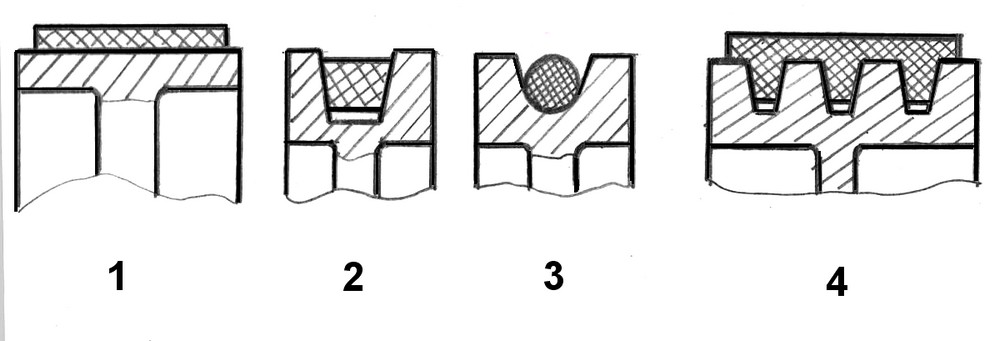
Формы поперечного сечения ремня: - плоский ремень (рис. 1),
- клиновый ремень (рис. 2),
- круглый ремень (рис. 3),
- поликлиновый ремень (рис. 4).
Наибольшее применение в машиностроении имеют клиновые и поликлиновые ремни.

  - протяжные;
  - вентиляторные ремни;

## Основные характеристики
- Мощности:
  - 0,3…50 кВт
  - свыше 300 кВт редко — большие размеры
- Скорости и передаточные отношения:
  - 5…30 м/с
  - до 80…100 м/с — новые материалы и более совершенные конструкции
  - передаточное отношение 4…5
  - передаточное отношение до 10 (клиноремённые, плоскоремённые с натяжным роликом)
- Области рационального применения:
  - высокие скорости и плавность работы
- Межосевое расстояние:
  - угол обхвата на малом шкиве не меньше 150°
  - оптимальное {\displaystyle a_{optim}=2(d_{1}+d_{2})}
  - в клиноремённых {\displaystyle a_{min}=0,55(d_{1}+d_{2})+h}

Примечание:
{\displaystyle d_{1}} и {\displaystyle d_{2}} — диаметры малого и большого шкивов соответственно
{\displaystyle h} — высота сечения ремня

## ГОСТы
| Стандарт        | Наименование |
| ГОСТ 1284.1-89  | Ремни приводные клиновые нормальных сечений. Основные размеры. Методы контроля                                                    |
| ГОСТ 1284.2-89  | Ремни приводные клиновые нормальных сечений. Технические условия                                                                  |
| ГОСТ 1284.3-80  | Ремни приводные клиновые нормальных сечений. Расчет передач и передаваемые мощности                                               |
| ГОСТ 5813-2015  | Ремни вентиляторные клиновые и шкивы для двигателей автомобилей, тракторов и комбайнов. Технические требования и методы испытаний |
| ГОСТ 23831-79   | Ремни плоские приводные резинотканевые. Технические условия                                                                       |
| ГОСТ 24848.1-81 | Ремни клиновые вариаторные для промышленного оборудования. Технические условия                                                    |
| ГОСТ 24848.3-81 | Ремни клиновые вариаторные для промышленного оборудования. Расчет передач и передаваемые мощности                                 |
| ГОСТ 26379-84   | Ремни клиновые широкие для вариаторов сельскохозяйственных машин. Технические условия                                             |
| ГОСТ 20889-88   | Шкивы для приводных клиновых ремней монолитные с односторонней выступающей ступицей. Основные размеры                             |

## История
Именно ремни и ременные передачи исторически были первыми приводами (в русском происхождении)  механизмами, доставлявшими энергию от реки (воды) к оборудованию на фабрике.